# TUC
TUC (рус. ТУК) — крекер производства Mondelēz International.

## Описание
TUC является солёным восьмиугольным золотисто-жёлтым крекером, сравнимым по вкусу с крекерами Ritz. Бренд TUC возник в Бельгии и принадлежал французской компании LU.
В настоящее время крекеры TUC принадлежат компании Mondelēz International, которая продаёт их на материковой части Индии, в то время как Jacob Fruitfield Food Group Valeo Foods производит крекеры TUC для рынков Европы, Азии, Северной Америки и Северной Африки, но не в Италии, где производством крекеров TUC занимается компания Saiwa (принадлежащая Mondelez International). В Пакистане Tuc производится и продаётся компаниями LU (Continental Biscuits) и United Biscuits в Великобритании.

## Вкусы

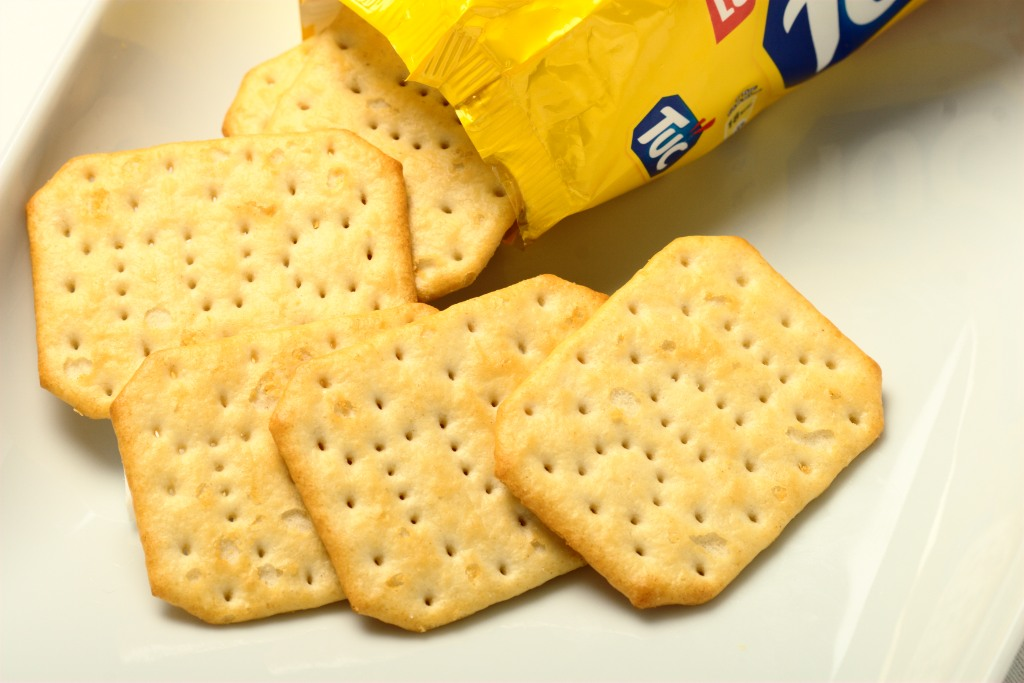
Крекеры TUC на белой тарелке, с видимой частью упаковки

Существует множество вкусов крекера TUC:
- Оригинальный[3]
- Mini TUC
- TUC Sandwich (с сыром и другими ингредиентами)
- Сыр
- Барбекю
- Сметана и лук
- Бекон
- Чеснок и зелень
- Паприка
- Break
- Break с розмарином и оливковым маслом
- Соль и перец
- Сладкий Чили
- Жареная курица
- Критмум морской
- Семена и зелёный лук
- Пицца
- Запечённые закуски